# Nova Venecia (tiểu vùng)
Nova Venecia là một tiểu vùng thuộc bang Espírito Santo, Brasil. Tiều vùng này có diện tích 3656 km², dân số năm 2007 là 115028 người.